# سندی آیلند (کارولینای جنوبی)
سندی آیلند (به انگلیسی: Sandy Island) یک منطقهٔ مسکونی در ایالات متحده آمریکا است که در کارولینای جنوبی واقع شده‌است.